# 大岡忠高
大岡 忠高（おおおか ただたか）は、江戸時代中期の旗本。大岡忠章の嫡男。大岡忠相の実父。大岡忠吉家3代当主。奈良奉行などを務めた。

## 経歴
2000石を知行する旗本大岡忠章の嫡男として生まれた。大岡忠高は1700石を知行した旗本で、貞享2年（1685年）8月13日、奈良奉行に就任した。翌貞享3年（1686年）、四男の大岡忠相を一族の1920石を知行する旗本・大岡忠真の養子とした。
元禄6年（1693年）、嫡男の大岡忠品が5代将軍・徳川綱吉の逆鱗に触れ、伊豆八丈島へと流罪にされたため家禄が格下げとなる。この際、奈良奉行を辞し、小普請入りをした。
元禄9年（1696年）6月23日、相馬中村藩第5代藩主・相馬昌胤が出羽久保田藩第3代藩主・佐竹義処の次男・叙胤を娘・於品の婿養子として迎え入れたいとする旨を、忠高が佐竹家縁者であったことから相馬昌胤の要請により、忠高が佐竹義処へと伝えた。
元禄14年（1701年）11月10日、病死した。享年68。死因は卒中。家督は復帰した忠品が継いだ。
大岡忠相の父ということで、忠相を主人公とした小説や映像作品中で忠相と一緒に江戸で暮らしている姿が登場することがあるが、実際に忠相が江戸南町奉行となったのは、忠高死去の16年後のことであり、あくまでフィクションである。

## 登場する作品（テレビドラマ）
- ナショナル劇場『大岡越前』（放送：TBSテレビ、演：片岡千恵蔵）
- 12時間超ワイドドラマ『炎の奉行 大岡越前守』（放送：テレビ東京、演：市村家橘）
- 大岡越前（2013年3月-5月、NHK BSプレミアム、演：津川雅彦）